# Henri de Lorraine, comte d’Harcourt

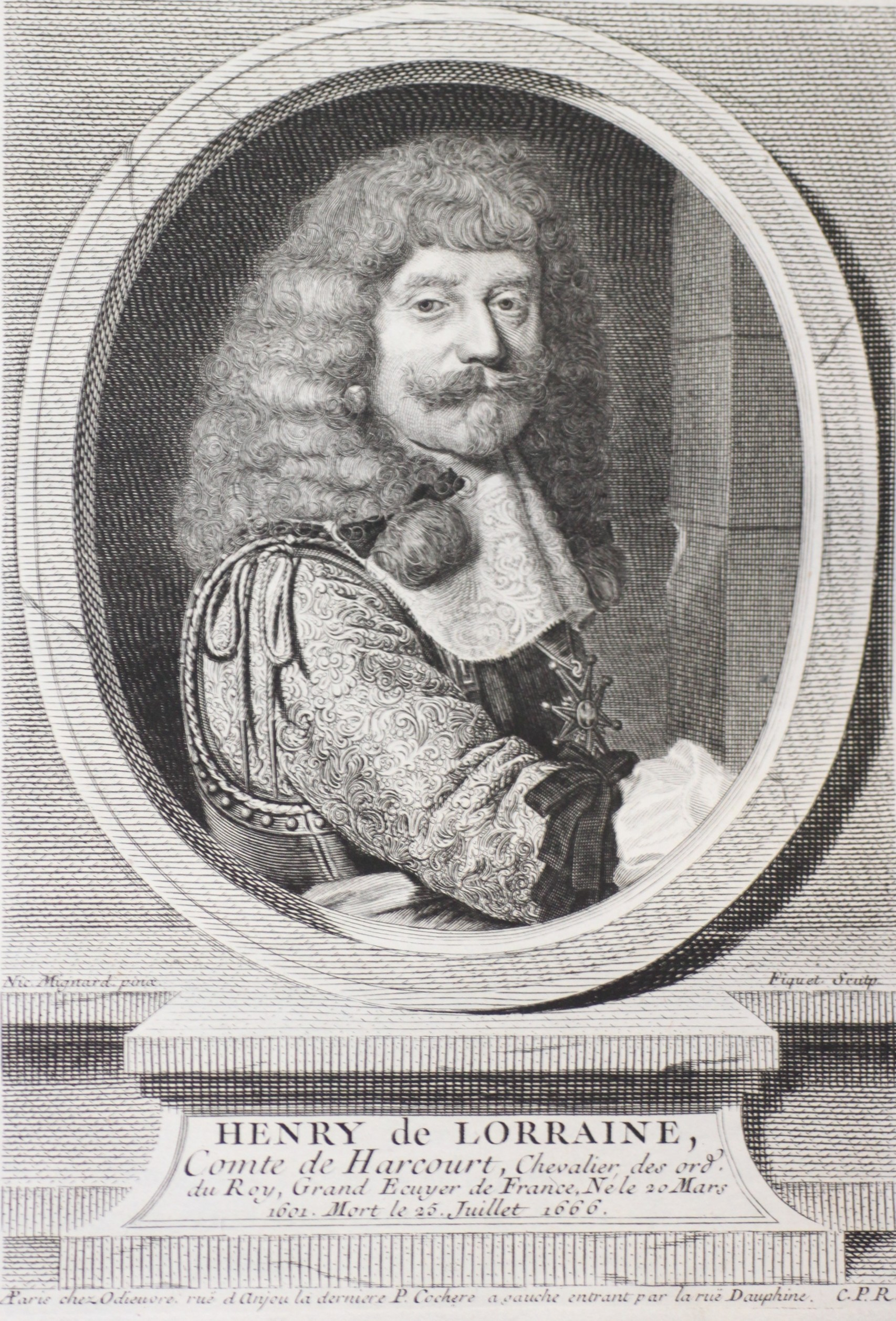
Henri de Lorraine, Gravur von Étienne Ficquet nach einem Gemälde von Nicolas Mignard, in: Simon Reboulet, Histoire du règne de Louis XIV, Avignon 1744

Henri de Lorraine (* 20. März 1601 in Pagny-le-Château; † 25. Juli 1666 im Kloster Royaumont), genannt Cadet la Perle, war ein Aristokrat und Militärkommandeur aus dem Haus Guise.

Wappen des Hauses Lorraine-Harcourt

Er war Comte d’Harcourt, d‘Armagnac, de Brionne et de Charny, Vicomte de Marsan, zudem Ritter im Orden vom Heiligen Geist (ab 1633), Gouverneur von Guyenne (1642/43), Großstallmeister von Frankreich (ab 1643), Vizekönig von Katalonien (1644–1647), Gouverneur von Elsass (1649–1659) und Anjou (ab 1659), sowie Seneschall von Burgund.

## Leben
Henri de Lorraine war der jüngste Sohn von Charles I. de Lorraine, duc d’Elbeuf und Marguerite de Chabot, Comtesse de Charny. Er wurde Cadet la Perle (der Jüngere von der Perle), weil er der Jüngste der Linie des Hauses Guise war und weil der Rand seines Wappens mit Perlen besetzt war.
Seine ersten militärischen Erfahrungen machte er in der Schlacht am Weißen Berg bei Prag am 8. November 1620 unter dem Kommando von Herzog Karl IV. von Lothringen, dem Oberhaupt seiner Familie. Danach diente er als Freiwilliger in den Kriegen gegen die Hugenotten und nahm an den Belagerungen Saint-Jean-d’Angely (Mai/Juni 1621), Montauban (August bis November 1621), der Ile de Ré und La Rochelle (August 1627 bis November 1628) teil.
Am 14. Mai 1633 wurde er zum Ritter im Orden vom Heiligen Geist ernannt. Während des Französisch-Spanischen Kriegs wurde er am 12. April 1636 zum General der Seestreitkräfte ernannt und kommandierte sie gemeinsam mit dem Erzbischof von Bordeaux in den Jahren 1636, 1637, 1638 und zeitweise 1639. Am 13. Februar 1637 lichtete er den Anker, segelte nach Sardinien, ging am 21. bei Oristano an Land, fand die Stadt voll mit Vorräten, aber von den Einwohnern verlassen, so dass er sie ohne Widerstand plündern und niederbrennen konnte. Im Mai 1637 gelang es ihm, die Spanier von den Îles de Lérins zu vertreiben. Im August und September 1637 kommandierte er bei der Belagerung von Leucate.
Am 2. September 1639 wurde er zum General der Italien-Armee ernannt und befehligte sie auch in den Jahren 1640 und 1641. Bereits im Oktober 1639 begab er sich nach Carignano und zu den Truppen, die in Chieri bei Turin lagerten, mit denen er sich zurückzog, als die Spanier ihm den Nachschub abschnitten. Der Marqués de Leganés befehligte zu diesem Zeitpunkt eine spanische Armee mit 10.000 Mann Fußvolk und 5000 Reitern, während Thomas von Savoyen-Carignan mit 6000 Mann aus Turin ausrücken konnte. Die französische Armee hingegen hatte ihnen auf ihrem Rückzug nur 5000 Infanteristen und 3000 Reiter entgegenzusetzen. Dennoch trafen die Kontrahenten in der Nacht zum und am 20. November 1639 aufeinander, es kam zum Gefecht von La Rotta, in dem die Spanier und die Piemonteser zurückgeschlagen wurden. Am 29. April 1640 vertrieb er Léganes, der Casale Monferrato belagerte. Anschließend marschierte er gegen Turin, dessen Zitadelle die Franzosen besetzt hielten, es kam nun zur Belagerung von Turin, die vom 22. Mai bis zum 20. September 1640 dauerte: Als Thomas Franz von Savoyen-Carignan und seine piemontesische Gefolgschaft Turin einnahmen, hatte sich die französische Garnison, in die Zitadelle zurückgezogen und leistete anhaltend Widerstand. Die französisch-piemontesische Armee belagerten die Truppen unter Thomas Franz in der Stadt. Später traf eine spanische Armee unter Führung des Marqués de Leganés ein, die ihrerseits die französischen Belagerer umzingelte. Letztendlich gewannen die Franzosen die Oberhand, Thomas Franz ergab sich unter Bedingungen und durfte sich mit seinen Truppen entfernen und Turin unter französischer Aufsicht verlassen.
Im Jahr 1641 erreichte Harcourt am 19. April Ivrea, das seit dem 11. April belagert wurde. Er versuchte, die Stadt zu stürmen, verlor dabei aber 300 Mann. Nachdem Thomas von Savoyen dem Ort zu Hilfe gekommen war, griff Harcourt ihn am 24. an. Als Thomas von Savoyen daraufhin Chivasso angriff, wandte sich Harcourt erneut gegen Ivrea, was den Gegner zwang, die Belagerung von Chivasso am 15. Mai aufzugeben. Ab dem 30. Juli belagerte Harcourt Cuneo, dass am 15. September kapitulierte. Parallel dazu hatte Harcourt hatte am 24. Februar 1641 den Auftrag erhalten, ein Kavallerieregiment seines Namens aufzustellen (das 1659 entlassen wurde), im November dann das gleiche für eine Kavallerieregiment, ebenfalls auf seinen Namen (das im November 1665 entlassen wurde).
Am 2. Januar 1642 wurde er zum Gouverneur und Lieutenant-général und Gouverneur von Guyenne ernannt (am 4. September 1642 im Parlement von Bordeaux eingetragen), während er noch in Flandern kämpfte (Lens, La Bassée, Boulonnais und Calais). 1643 wurde er zur Aufrechterhaltung des Friedens als außerordentlicher Gesandter Frankreichs nach England gesandt, und am 10. August des Jahres zum Großstallmeister von Frankreich ernannt, woraufhin er das Gouvernement von Guyenne abgab. Am 24. Dezember 1644 wurde er zum Vizekönig des besetzten Katalonien ernannt, befehligte die Armee in diesem Gebiet in den Jahren 1645 und 1646 sowie in den ersten beiden Monaten des Jahres 1647 (im Mai 1645 Unterstützung der Eroberung von Roses durch den Graf du Plessis-Praslin, im Mai 1646 Besetzung von Lleida, von wo er im November von Leganés vertrieben wurde). Harcourt diente 1647 und 1648 nicht.
Während des Aufstandes der Fronde stand er loyal zur Regentin Anna von Österreich. Am 17. Januar 1649 wurde er zum Befehlshaber in der Normandie ernannt, wo er Quillebeuf und Pont-Audemer einnahm und den Herzog von Longueville in Schach hielt, der sich für das Parlement und gegen den Hof ausgesprochen hatte. Am 20. April 1649 wurde er zum Ersten Gouverneur und Generalleutnant im Elsass ernannt. Im Juni/Juli 1649 belagerte er Cambrai, jedoch war es den Spaniern gelungen 1400 Mann in den Ort zu bringen, bevor die Einschließung vollständig war, so dass Harcourt die Belagerung abbrechen musste. Am 29. Januar 1650 wurde er zum Kommandeur der Normandie-Armee unter dem Oberbefehl des Königs ernannt, am 29. August 1650 zum Befehlshaber der Flandern-Armee (er schlug in der Nähe von Valenciennes ein lothringisches Truppenkorps), und am 24. Dezember 1651 zum General der Guyenne-Armee, die er bis September 1652 kommandierte (Aufhebung der Belagerung von Cognac im November 1651 und Besetzung von La Rochelle).
Nachdem er sich mit Kardinal Mazarin überworfen hatte, zog er sich 1652 in seine Gouvernement Elsass zurück, stellte sich an die Spitze der ausländischen Truppen, unterwarf sich aber nach seiner Niederlage gegen den Marschall La Ferté und schloss Frieden mit dem Hof. Im Dezember 1659 trat er zugunsten von Kardinal Mazarin von seinem Gouverneursamt zurück und wurde am 20. desselben Monats mit zum Gouverneur von Anjou ernannt. Dieses Amt behielt er bis zu seinem Tod.
Henri de Lorraine starb am 25. Juli 1666 in der Abtei von Royaumont, wo er auch bestattet wurde. Das Grabmal wurde von Antoine Coysevox entworfen. Eine Gedenkstätte, geschaffen von Nicolas Renard aus Nancy für den Couvent des Feuillants in Paris, befindet sich jetzt in der Kirche St-Roch.

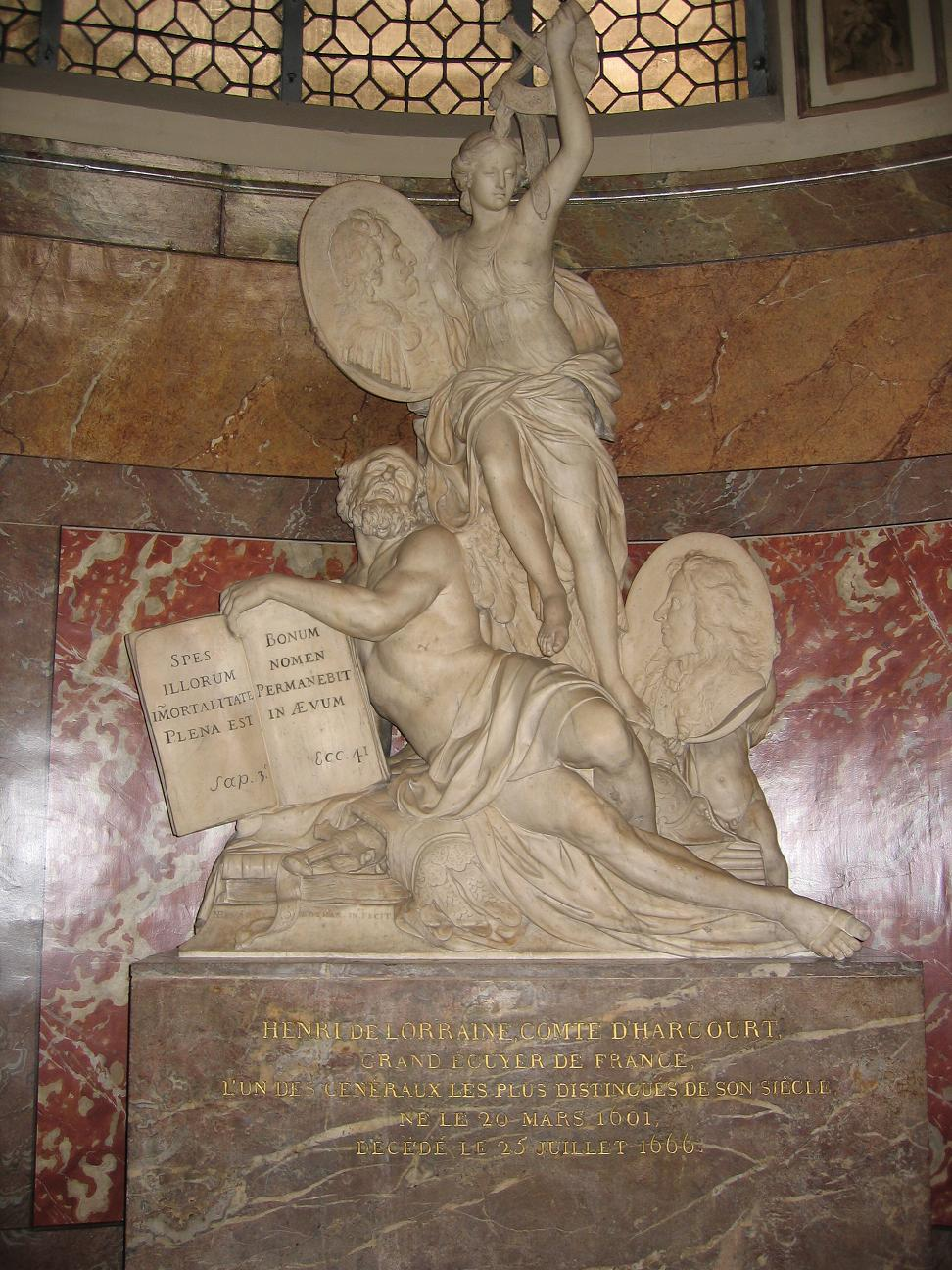
Gedenkstätte in der Kirche Saint-Roch (Paris)
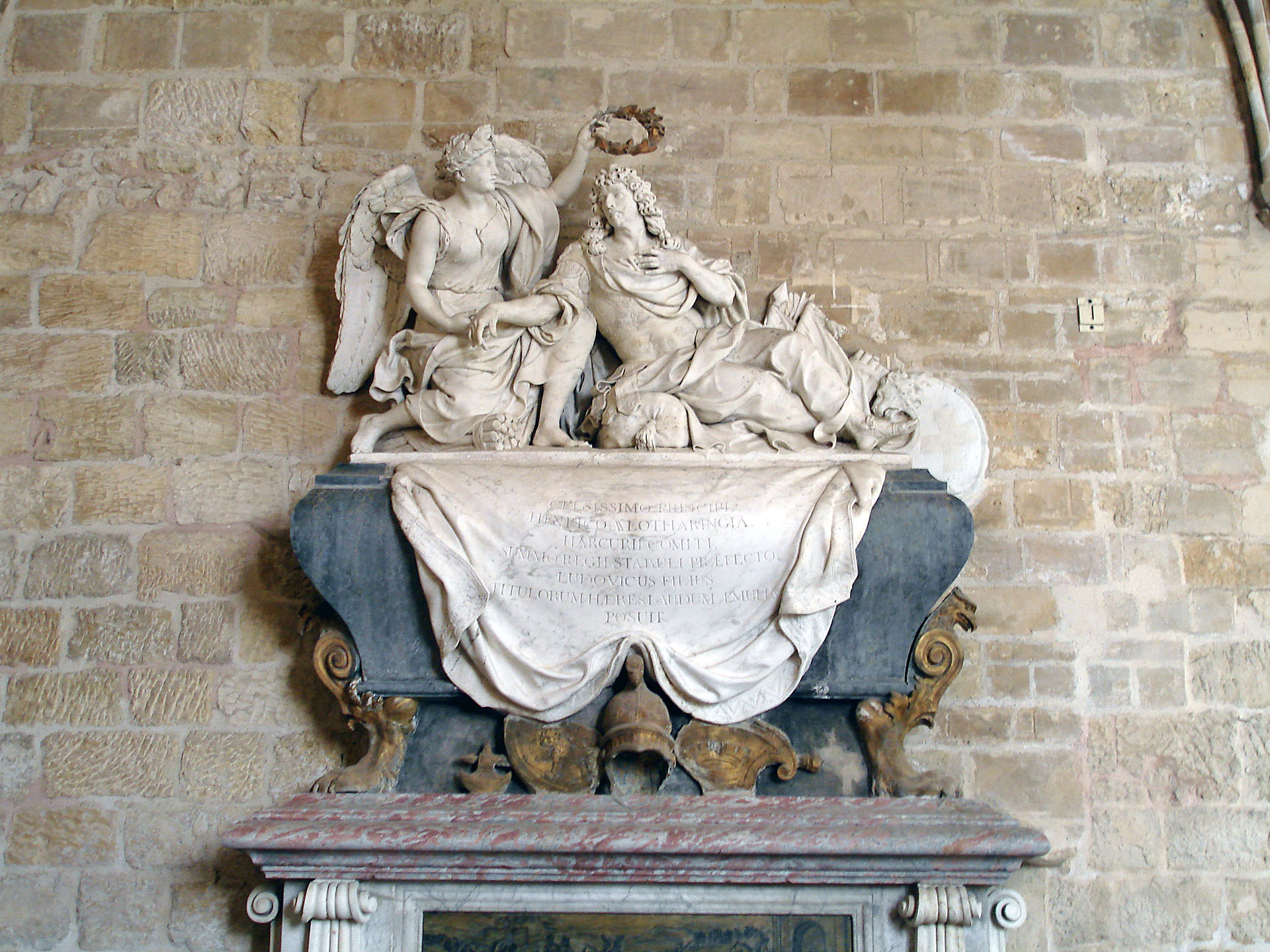
Grabmal im Kloster Royaumont

## Ehe und Familie

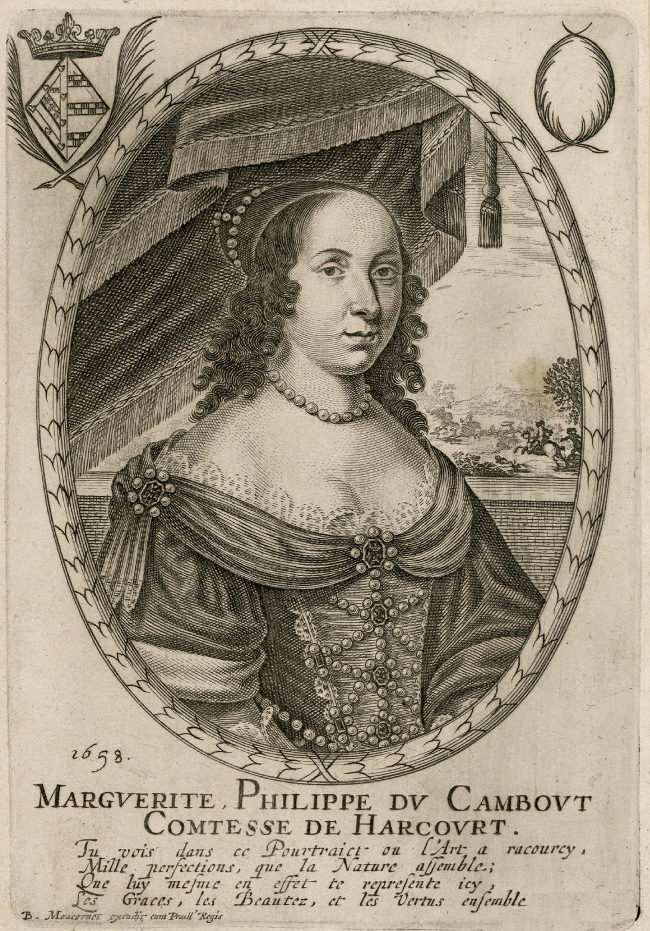
Seine Ehefrau, Marguerite-Philippe du Cambout

Im Februar 1639 heiratete er in Paris Marguerite Philippe du Cambout-Coislin (* 1622, † 9. Dezember 1674 in Paris, bestattet im Kapuzinerkonvent Paris), Tochter von Charles du Cambout, Marquis de Coislin, Baron de Pontchâteau, und Philippe de Burges, Witwe von Antoine de l’Age, Duc de Puylaurens, Pair de France. Das Paar hatte sechs Kinder:
- Armande Henriette (* 7. Januar 1640[3]; † 19. Mai 1684 in Paris), 1655 geistlich, Koadjutrix, dann Äbtissin von Notre-Dame de Soissons (11. Juni 1669)
- Louis (* 7. Dezember 1641 in Paris; † 13. Juni 1718 in Royaumont), genannt Monsieur le Grand, Comte d’Armagnac, de Charny et de Brionne, 1658 Gouverneur von Anjou, 1666 Großstallmeister von Frankreich, Seneschall von Burgund; ⚭ 7. Oktober 1660 in Paris Catherine de Neufville de Villeroy (* 1639; † 25. Dezember 1707 in Versailles), Tochter von Nicolas de Neufville, duc de Villeroy, Pair de France, Marschall von Frankreich, und Madeleine de Créqui.
- Philippe (* 1643, getauft 6. Juni 1644; † 8. Dezember 1702 in Paris), genannt Chevalier de Lorraine, Malteserordensritter, 1689 Ritter im Orden vom Heiligen Geist, Abt von Saint-Jean de Vignes, Saint-Benôit-sur-Loire, La Trinité de Tiron und Saint-Père de Chartres, Günstling von Monsieur, Philippe I. de Bourbon, duc d’Orléans
- Alphonse Louis (* 1644; † 8. Juni 1689[4] in Paris), genannt Chevalier d’Harcourt, Malteserordensritter, General der Galeeren des Ordens, Abt von Royaumont, bestattet in der Èglise du Temple in Paris
- Raymond Béranger (* 4. Januar 1647 in Barcelona; † August 1686), Abt von Saint-Faron de Meaux und Saint-Benôit-sur-Loire
- Charles (* 8. April 1648; † 13. November 1708 in Paris), Comte de Marsan, Seigneur de Pons, Prince de Mortagne, Souverain de Bédeille (Béarn), Marquis d’Ambleville, Baron de Miossens; ⚭ (1) 1. März 1683 Marie Françoise d’Albret (* 1650; † 13. Juni 1692 in Paris), einzige Tochter von César d’Albret, Comte de Miossens, Souverain de Bédeille, Marschall von Frankreich, und Madeleine de Guénégaud, Witwe von Charles Amanieu d’Albret, Prince de Mortagne, Sire de Pons; ⚭(2) 20. Februar 1696[5] in Paris Catherine Thérèse Goyon de Matignon, Marquise de Lonray (* 22. März 1662[6]; † 7. Dezember 1699 in Paris), Tochter von Henri Goyon de Matignon, Comte de Thorigny, Lieutenant-général der Normandie, und Françoise Le Tellier de La Luthimiére (Haus Goyon), Witwe von Jean-Baptiste Colbert, marquis de Seignelay, französischer Staatsminister